# Буар
Буа́р (фр. Bouar; санго Buâra) — місто в префектурі Нана-Мамбере в Центральноафриканській Республіці.
Населення міста становить 40 353 особи (2003; 29528 в 1975, 39676 в 1988).
В районі міста були знайдені мегаліти, які в 2006 році були внесені до світової спадщини ЮНЕСКО.

## Клімат
| Клімат Буара                         | Клімат Буара | Клімат Буара | Клімат Буара | Клімат Буара | Клімат Буара | Клімат Буара | Клімат Буара | Клімат Буара | Клімат Буара | Клімат Буара | Клімат Буара | Клімат Буара | Клімат Буара |
| Показник                             | Січ.         | Лют.         | Бер.         | Квіт.        | Трав.        | Черв.        | Лип.         | Серп.        | Вер.         | Жовт.        | Лист.        | Груд.        | Рік          |
| Середня температура, °C              | 27,25        | 28,10        | 27,31        | 26,07        | 25,39        | 24,31        | 23,37        | 23,22        | 23,59        | 24,37        | 26,28        | 27,16        | 25,53        |
| Норма опадів, мм                     | 3            | 14           | 69           | 105          | 148          | 170          | 196          | 258          | 255          | 174          | 30           | 5            | 1427         |
| ------------------------------------ | ------------ | ------------ | ------------ | ------------ | ------------ | ------------ | ------------ | ------------ | ------------ | ------------ | ------------ | ------------ | ------------ |
| Джерело: Клімат у місті Буар (англ.) |              |              |              |              |              |              |              |              |              |              |              |              |              |